# Protestantyzm w Chorwacji

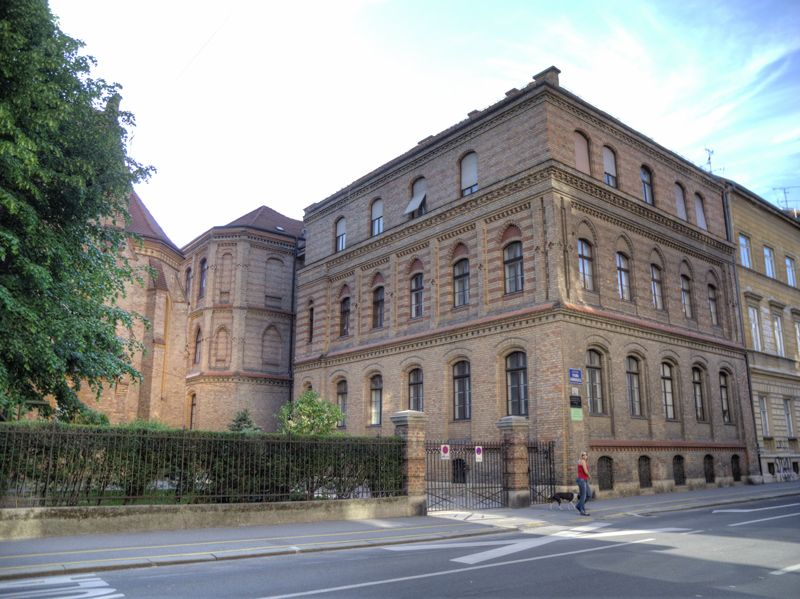
Kościół ewangelicki w Zagrzebiu

Protestantyzm w Chorwacji posiadając 23 tysiące wiernych stanowi trzecią mniejszość religijną po prawosławiu i islamie. Podobnie jak w innych krajach protestantyzm w Chorwacji reprezentowany jest przez szereg różnych wyznań i denominacji. Największe grupy stanowią: zielonoświątkowcy (0,2%), adwentyści dnia siódmego (0,1%), baptyści (0,08%), luteranie (0,08%) i kalwini (0,07%).
Według spisu z 2011 protestantyzm w Chorwacji wyznawany jest głównie przez: Chorwatów (8042), Węgrów (3344), Słowaków (1242), Niemców (494) i Serbów (350).

## Dane statystyczne
| Religie/Kościoły                                          | Liczba wiernych | Procent ludności | Źródło danych                       |
| --------------------------------------------------------- | --------------- | ---------------- | ----------------------------------- |
| Kościół Adwentystów Dnia Siódmego                         | 4620            | 0,1%             | Operation World, 2010               |
| Kościół Ewangeliczny (Zbory Boże)                         | 4000            | 0,09%            | Operation World, 2010               |
| Kościół Baptystyczny                                      | 3570            | 0,08%            | Operation World, 2010               |
| Ewangelicki Kościół Chorwacji (luteranie)                 | 3329            | 0,08%            | Światowa Federacja Luterańska, 2013 |
| Chrześcijański Kościół Reformowany (kalwini)              | 3100            | 0,07%            | Operation World, 2010               |
| Kościół Poczwórnej Ewangelii                              | 2535            | 0,06%            | Foursquare Missions, 2015           |
| Unia Kościołów „Słowo Życia”                              |                 |                  |                                     |
| Protestancki Chrześcijański Kościół Reformowany (kalwini) |                 |                  |                                     |
| Unia Kościołów Zielonoświątkowych Chrystusa               |                 |                  |                                     |
| Kościół Boży                                              |                 |                  |                                     |
| Kościół Pełnej Ewangelii                                  |                 |                  |                                     |
| Kościoły Chrystusowe                                      |                 |                  |                                     |
| Bracia plymuccy                                           |                 |                  |                                     |